# Volo Swissair 111
Il volo Swissair 111 era un collegamento aereo della compagnia Swissair in servizio tra New York e Ginevra. Il 2 settembre 1998 il MD-11 che operava il volo precipitò a Peggy's Cove (Nuova Scozia, Canada) nell'Oceano Atlantico. Tutti i 215 passeggeri e 14 membri dell'equipaggio persero la vita, rendendolo l'incidente più mortale nella storia di Swissair e l'incidente più mortale che ha coinvolto il McDonnell Douglas MD-11. È anche il secondo incidente aereo più mortale avvenuto in Canada, dietro al Volo Arrow Air 1285R.
La risposta di ricerca e soccorso, l'operazione di recupero in caso di incidente e le indagini da parte del governo del Canada hanno richiesto più di quattro anni e sono costate 57 milioni di dollari canadesi. L'indagine condotta dal Transportation Safety Board of Canada (TSB) ha concluso che il materiale infiammabile utilizzato nella struttura dell'aereo ha consentito la propagazione di un incendio oltre il controllo dell'equipaggio, provocando lo schianto dell'aereo. Sono state formulate numerose raccomandazioni ad ampio raggio che sono state incorporate nei nuovi standard della Federal Aviation Administration degli Stati Uniti.
L'investigazione del Transportation Safety Board of Canada (TSB) durò 4 anni e mezzo, costò 40 milioni di dollari e concluse che il materiale infiammabile usato nella struttura dell'aeromobile aveva provocato l'innesco di un incendio, non controllabile dall'equipaggio, che causò la perdita dei comandi e il conseguente schianto del velivolo.

## Storia del volo

### L'aeroplano
L'aeroplano, un McDonnell Douglas MD-11, registrazione HB-IWF, numero di serie 48448, fu costruito nel 1991 e operava solo per conto di Swissair. Aveva un totale di 36.041 ore di volo. I motori erano tre turboventole Pratt & Whitney PW4462. La cabina era configurata con 241 posti di cui 12 in prima classe, 49 in business class e 180 in classe economica.
I sedili erano dotati di un sistema di intrattenimento personalizzato (in-flight entertainment system), elemento relativamente nuovo a bordo degli aerei di linea dell'epoca, che consentiva ai passeggeri di guardare film, navigare in Internet e fare scommesse online.

### L'equipaggio
Il comandante, Urs Zimmermann, aveva 49 anni (ne avrebbe compiuti 50 il giorno dopo l'incidente) e, al momento dello schianto, aveva accumulato 10.800 ore di volo, delle quali 900 sugli MD-11. Lavorava per Swissair dal 1971 ed era comandante dal 1983. Nel 1994 divenne istruttore per piloti di Airbus e più tardi di MD-11. Nel corso della sua carriera non era mai stato coinvolto in alcun incidente.

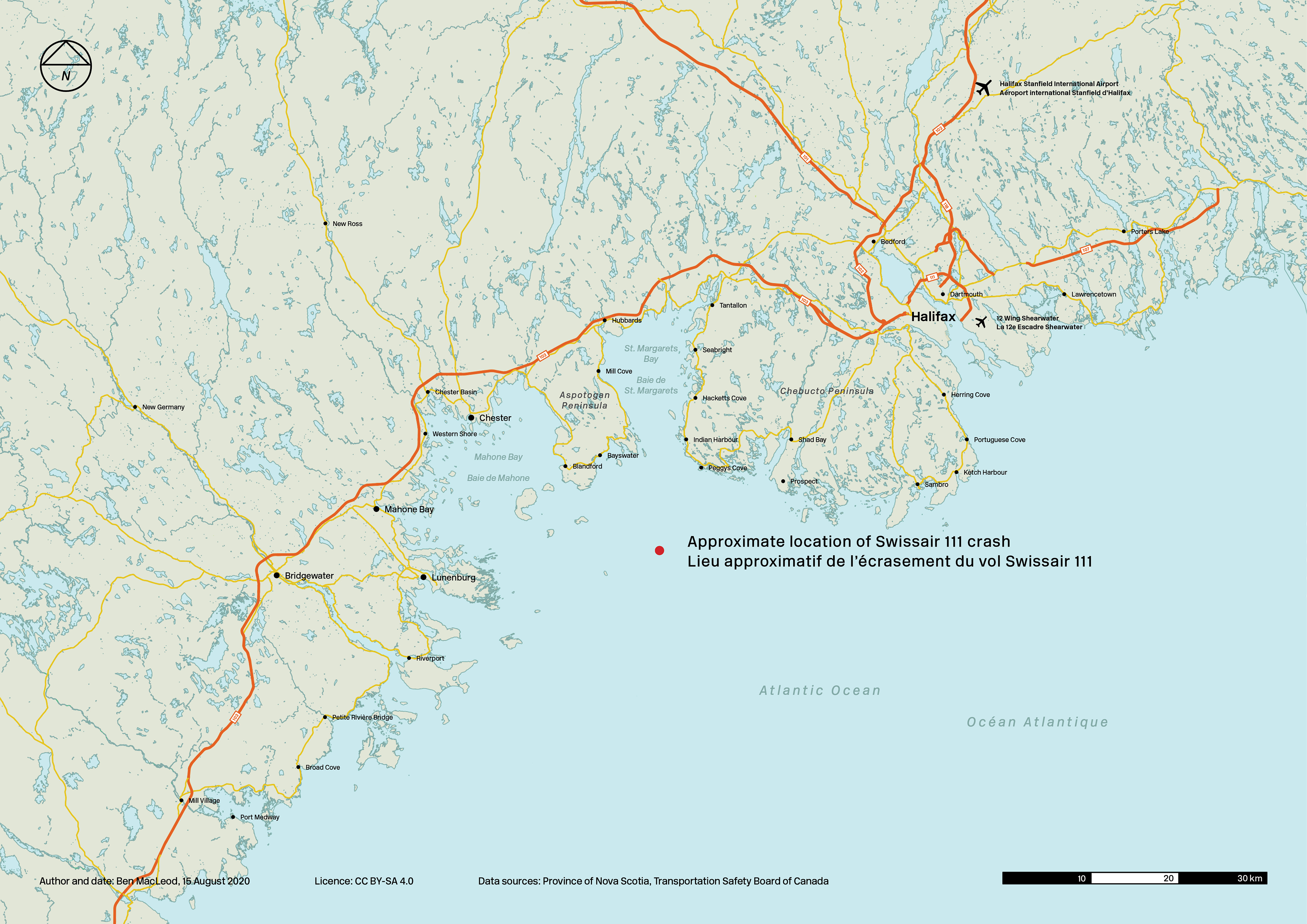
Luogo approssimativo dell'incidente

Il primo ufficiale, Stephan Löw, aveva 36 anni e possedeva all'attivo 4.800 ore di volo, delle quali 230 su questo tipo di aeromobile. Lavorava dal 1991 per Swissair. Nel maggio dello stesso anno aveva ottenuto la licenza per l'MD-11. Come il comandante, anche il copilota non era mai stato coinvolto in alcun incidente. Dal 1982 al 1990 è stato pilota dell'aeronautica militare svizzera.
Entrambi i piloti erano in perfetta salute e prima del volo avevano accumulato 27 ore di pausa.
L'equipaggio standard di un MD-11 era composto da un comandante, un primo ufficiale, un capo-cabina e 11 assistenti di volo. Tutto il personale era qualificato, certificato e addestrato in accordo con le norme svizzere, sotto le regole della Joint Aviation Authorities (JAA).

### I fatti

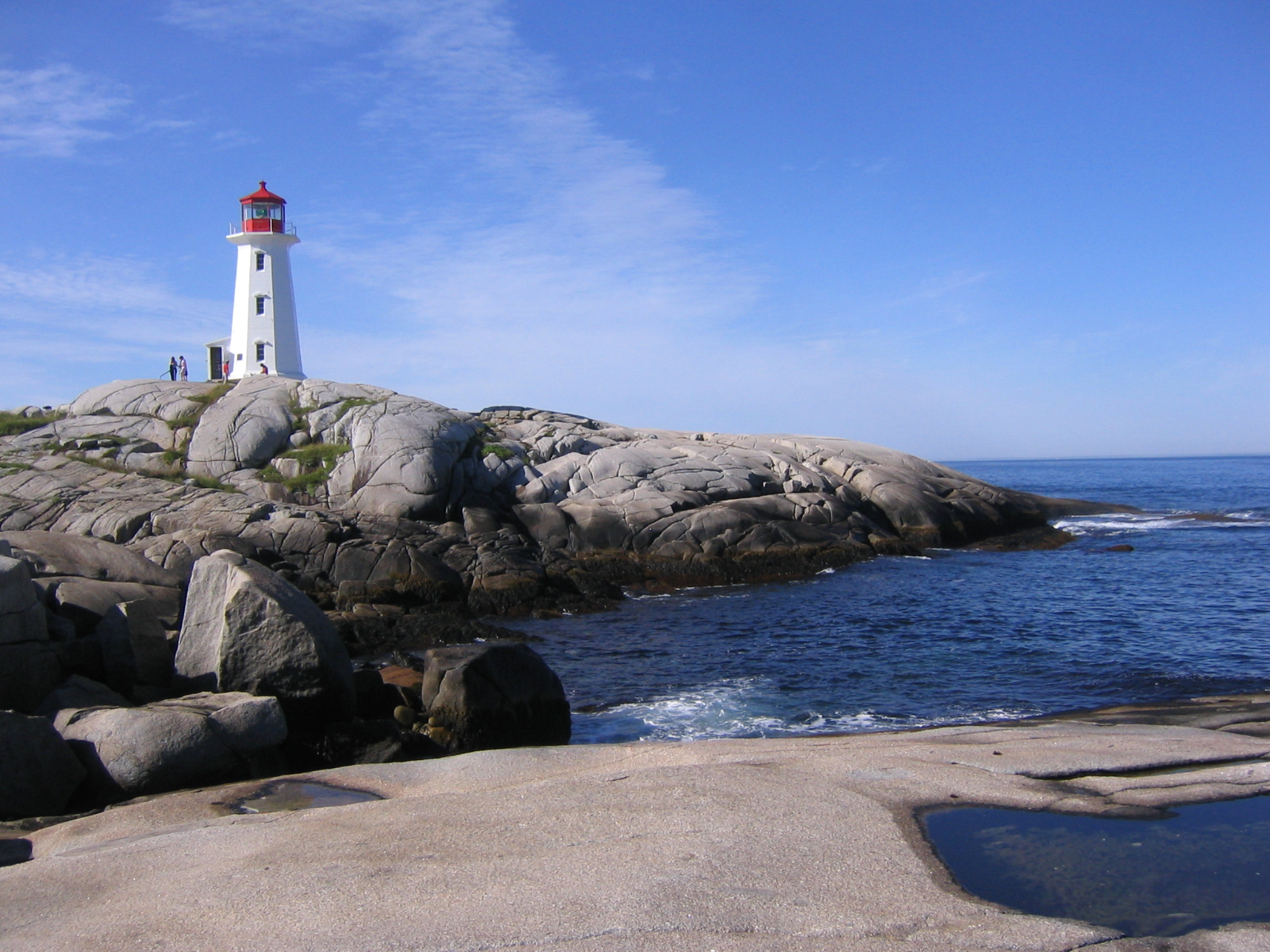
Il volo Swissair 111 si è schiantato a 8 km (5 mi) al largo della costa di Peggy's Cove. Nella foto è raffigurato l'iconico faro di Peggy's Point della comunità nel 2005, con la baia di St. Margarets vista sotto il faro sulla destra.

Il volo è decollato dall'Aeroporto Internazionale John F. Kennedy di New York alle 20:18 EDT (00:18 UTC) del 2 settembre. Dalle 20:33 alle 20:47 EDT (dalle 00:33 alle 00:47 UTC), l'aereo ha subito un blackout radio per circa tredici minuti, che in seguito si è scoperto essere causato da errori di sintonizzazione della comunicazione radio.
Alle 22:10 ADT (01:10 UTC, 52 minuti dopo il decollo), mentre sorvolava Yarmouth, l'equipaggio di volo ha rilevato un odore inusuale nella cabina di pilotaggio e ha stabilito che si trattasse di fumo proveniente dal sistema di aria condizionata. Quattro minuti dopo, l'odore è tornato e il fumo è diventato visibile, spingendo i piloti a effettuare una chiamata radio "pan-pan" al controllo del traffico aereo di Moncton, la stazione del centro di controllo dell'area (ACC) responsabile del traffico aereo sulla provincia canadese di Nova Scozia. La chiamata pan-pan indicava che c'era un'urgenza a causa del fumo nella cabina di pilotaggio, ma non dichiarava un'emergenza come indicato dalla chiamata "mayday". L'equipaggio ha richiesto una diversione a Boston (a 234 miglia nautiche (433 km; 269 mi) di distanza) prima di accettare l'offerta di Moncton ATC di vettori radar per il più vicino Aeroporto Internazionale di Halifax a Enfield, Nuova Scozia, lontano 66 miglia nautiche (76 mi; 122 km).
Alle 22:18 ADT (01:18 UTC), il Moncton Center ha consegnato il controllo del traffico dell'aereo al controllo del traffico aereo del terminal di Halifax, la stazione ATC incaricata di controllare il traffico in entrata e in uscita dall'aeroporto internazionale di Halifax. Dopo essere stato informato dall'ATC di Halifax che si trovavano a 30 miglia nautiche (35 mi; 55 km) dall'aeroporto, l'equipaggio ha richiesto una distanza di volo maggiore per consentire all'aereo di scendere in sicurezza dalla sua altitudine di 21.000 piedi (6.400 m) in quel momento. L'equipaggio ha quindi chiesto di scaricare il carburante per ridurre il peso in vista dell'atterraggio. Halifax diresse quindi l'aereo a sud verso St. Margaret's Bay dove era sicuro per l'aereo scaricare carburante rimanendo entro 40 miglia nautiche (45 mi; 75 km) dall'aeroporto.

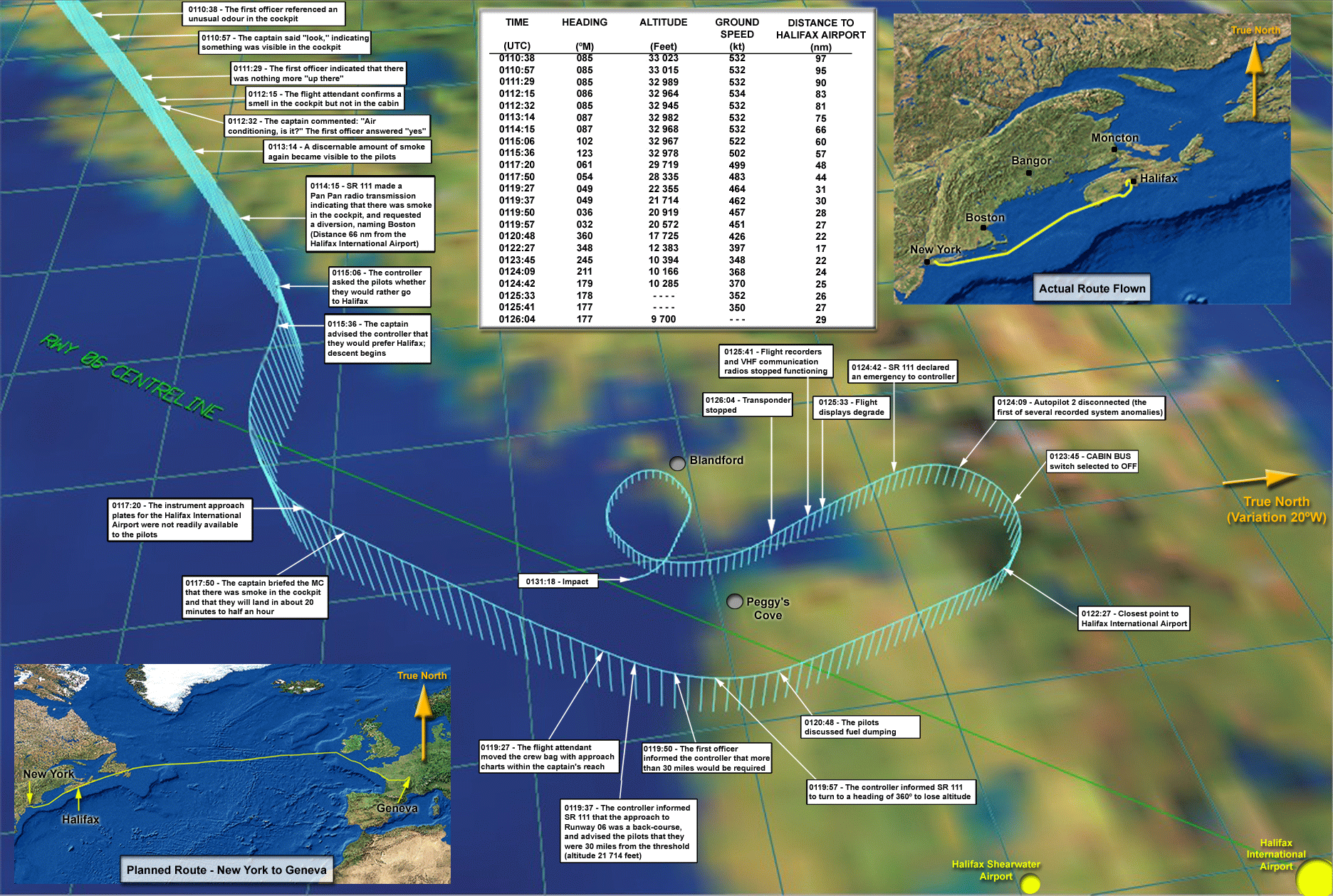
Traccia di volo finale del volo Swissair 111

Secondo la lista di controllo Swissair si trattava di "fumi di origine sconosciuta". L'equipaggio ha spento l'alimentazione elettrica nella cabina utilizzando l'interruttore "CABIN BUS" ed ha spento anche i ventilatori di circolazione dell'aria condizionata. Ciò ha consentito al fuoco di diffondersi nella cabina di pilotaggio, interrompendo infine l'alimentazione al pilota automatico dell'aereo. Alle 22:24:28 ADT (01:24:28 UTC), l'equipaggio ha informato Halifax che "ora dobbiamo volare manualmente", seguito da una dichiarazione di emergenza. Dieci secondi dopo, l'equipaggio ha dichiarato nuovamente emergenza, dicendo "...e dichiariamo emergenza adesso, Swissair undici"; questa è stata l'ultima trasmissione ricevuta dal volo 111.
Il registratore dei dati di volo dell'aereo ha smesso di funzionare alle 22:25:40 ADT (01:25:40 UTC), seguito un secondo dopo dal registratore vocale della cabina di pilotaggio. Il transponder dell'aereo riprese brevemente la trasmissione dei segnali radar secondari dalle 22:25:50 alle 22:26:04 ADT (dall'01:25:50 all'01:26:04 UTC), momento in cui l'altitudine dell'aereo era di 9.700 piedi (3.000 m) ). Successivamente, l'aereo potrà essere monitorato solo tramite il radar primario, che non fornisce informazioni sull'altitudine.
Alle 22:31:18 ADT (01:31:18 UTC), l'aereo colpì l'oceano a una velocità stimata di 345 miglia orarie (555 km/h; 154 m/s; 300 kn). L'ora dell'impatto coincide anche con i registratori sismografici di Halifax e Moncton, che hanno rilevato un evento sismico in quel momento. La collisione con l'acqua ha fatto decelerare l'aereo di circa 350 g, provocandone la disintegrazione istantanea.

## Le vittime
Erano 132 americani (compresi un dipendente ciascuno di Delta Air Lines e United Airlines), 41 svizzeri (compresi i 13 membri dell'equipaggio), 30 francesi, tre britannici, quattro canadesi, tre italiani, due greci, due libanesi, uno ciascuno dall'Afghanistan, Cina, Germania, India, Iran, Russia, Arabia Saudita, Spagna, St. Kitts e Nevis, Messico, Svezia e Jugoslavia e altri quattro passeggeri a bordo. Due famosi ricercatori sull'HIV/AIDS e coppia sposata, morirono nell'incidente. È morto anche Joseph LaMotta, figlio della leggenda della boxe Jake LaMotta. La famiglia LaMotta ha successivamente citato in giudizio la compagnia aerea per la sua morte.

## Risposta post-incidente

### Operazione di ricerca e salvataggio
L'operazione di ricerca e salvataggio (SAR) aveva il nome in codice Operazione Persistenza ed è stata lanciata immediatamente dal Joint Rescue Coordination Center Halifax (JRCC Halifax), che ha incaricato l'Air Command, il Maritime Command e il Land Force Command delle forze canadesi (CF), Risorse della Guardia Costiera canadese (CCG) e della Guardia Costiera canadese ausiliaria (CCGA).
Le prime risorse di soccorso ad avvicinarsi al luogo dell'incidente furono unità di volontari CCGA, che erano per lo più pescherecci di proprietà privata che operavano da Peggy's Cove e Bayswater, così come da altri porti della baia di St. Margaret e della Penisola Aspotogan. A loro si unì presto la nave SAR dedicata al CCG, la CCGS Sambro; Elicotteri CH-124 Sea King, pilotati dal CFB Shearwater da equipaggi del 423 Maritime Helicopter Squadron (MHS) e del 406 Maritime Operational Training Squadron (MOTS); ed elicotteri CH-113 Labrador SAR volati dal CFB Greenwood dal 413 Transport and Rescue Squadron (TRS), e un aereo CP-140 Aurora del CFB Greenwood del 405 Long Range Patrol Squadron.
La vicinanza del luogo dell'incidente ad Halifax lo ha collocato a un'ora di navigazione dalle navi attraccate alla più grande base navale del Canada, CFB Halifax, e ad una delle più grandi basi CCG in Canada, il quartier generale regionale del CCG a Dartmouth. Le chiamate partirono immediatamente e le navi salparono direttamente per la baia di St. Margaret.
Il servizio provinciale di ambulanze, Emergency Health Services (EHS), ha ricevuto la notizia dell'incidente alle 22:39 AT e ha ordinato a 21 unità di emergenza di Halifax, South Shore e Annapolis Valley di rispondere. Sul luogo dell'incidente è stato inviato anche un elicottero EHS e il Queen Elizabeth II Health Sciences Center di Halifax è stato messo in allerta di emergenza. I servizi sanitari di emergenza sono stati sospesi intorno alle 3:30 del mattino successivo, poiché le aspettative di trovare sopravvissuti erano diminuite.
La ricerca sul territorio, inclusa la ricerca sulla costa, era responsabilità della ricerca e salvataggio regionale di Halifax. L'organizzazione era responsabile di tutte le operazioni di terra, comprese le operazioni militari e altre squadre di ricerca e salvataggio a terra.

### Operazione di ricerca e recupero
Nel pomeriggio del 3 settembre, era evidente che non c'erano sopravvissuti all'incidente e il JRCC Halifax ha revocato l'incarico alle risorse SAR dedicate (CCGS Sambro e gli elicotteri CH-113 Labrador). Alla Royal Canadian Mounted Police (RCMP) è stato affidato il comando generale dell'operazione di recupero, con l'HMCS Preserver che è rimasto il comandante sulla scena.
L'aereo si ruppe nell'impatto con l'acqua e la maggior parte dei detriti affondò sul fondo dell'oceano (una profondità di 55 m). Alcuni detriti sono stati trovati galleggianti nell'area dello schianto e nelle settimane successive i detriti si sono riversati sulle coste vicine.
L'obiettivo iniziale del recupero era il ritrovamento e l'identificazione dei resti umani e il recupero dei registratori di volo. Poiché la forza dell'impatto era "nell'ordine di almeno 350 g", l'aereo era frammentato e le condizioni ambientali hanno consentito il recupero solo di resti umani insieme ai rottami dell'aereo. Solo una delle vittime era identificabile visivamente. Alla fine, 147 furono identificati tramite impronte digitali, impronte dentali e confronti con raggi X. I restanti 81 sono stati identificati attraverso il test del DNA.

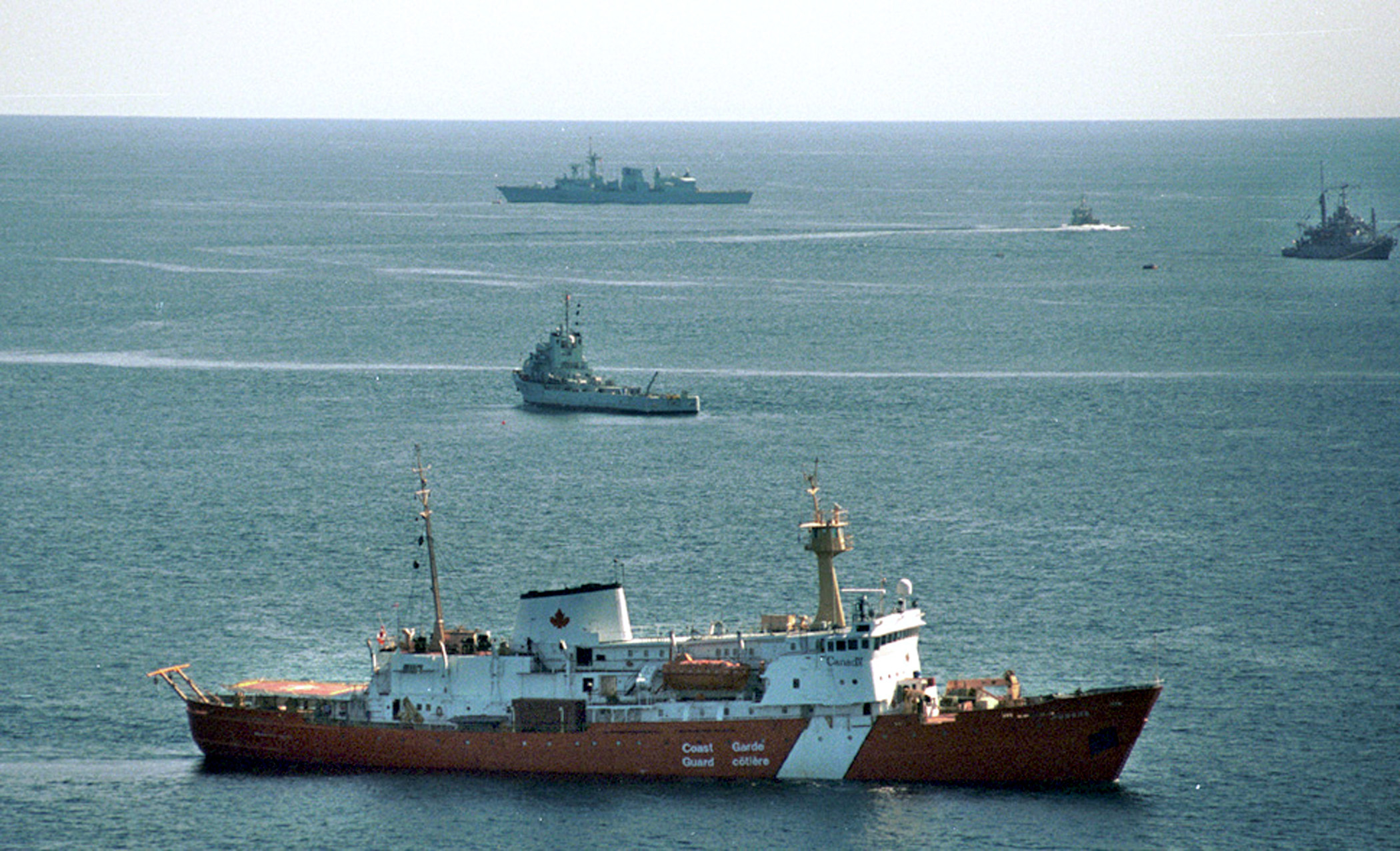
Il CCGS Hudson cerca i detriti del volo Swissair 111 il 14 settembre, con l'HMCS Anticosti (al centro), la USS Grapple (a destra) e una fregata di classe Halifax (sul retro).

Con i sommozzatori CAF (subacquei per l'autorizzazione della marina, sommozzatori per l'ispezione portuale, sommozzatori della squadra della nave e sommozzatori da combattimento dell'esercito) che lavoravano al recupero, il governo del Canada ha presentato una richiesta al governo degli Stati Uniti per una nave dedicata al recupero di salvataggio più grande. La USS Grapple fu incaricata delle operazioni di recupero, arrivando da Filadelfia il 9 settembre. Tra l'equipaggio della Grapple c'erano 32 sommozzatori di salvataggio. Inoltre, la USS Grapple ha dato il benvenuto a due squadre di Canadian Navy Clearance Divers che hanno attraversato il Canada dalla Fleet Diving Unit (FDU) Pacific.
Il registratore vocale della cabina di pilotaggio (CVR) e il registratore dei dati di volo (FDR) sono stati trovati dal sottomarino HMCS Okanagan utilizzando il sonar per rilevare i segnali del localizzatore subacqueo e sono stati rapidamente recuperati dai sommozzatori della Marina canadese (il FDR il 6 settembre e il CVR l'11 settembre 1998). Entrambi avevano interrotto la registrazione quando l'aereo aveva perso energia elettrica a circa 3.000 m (10.000 piedi), 5 minuti e 37 secondi prima dell'impatto.
L'operazione di recupero è stata guidata dal TSB con risorse delle forze armate canadesi, della guardia costiera canadese, della polizia a cavallo canadese reale e di altre agenzie. L'area è stata esaminata utilizzando sonar di rilevamento del percorso, scanner laser e Sottomarini a comando remoto(ROV) per individuare gli oggetti. Dopo essere stati localizzati, i detriti sono stati poi recuperati (inizialmente da subacquei e ROV, successivamente mediante dragaggio e pesca a strascico).
Il 2 ottobre 1998, il TSB ha avviato un'operazione di sollevamento pesante per recuperare la maggior parte del relitto dalle acque profonde prima dell'inizio delle previste tempeste invernali. Entro il 21 ottobre, circa il 27% dei rottami fu recuperato. A quel punto dell'indagine, si credeva generalmente che l'incidente fosse stato causato da un cablaggio difettoso nella cabina di pilotaggio dopo che il sistema IFE aveva iniziato a surriscaldarsi. Il TSB ha pubblicato il suo rapporto preliminare il 30 agosto 2000 e il rapporto finale nel 2003.
La fase finale del recupero del relitto ha impiegato la nave Queen of the Netherlands per dragare i restanti detriti dell'aereo. L'accordo si concluse nel dicembre 1999 con il 98% degli aerei recuperati: circa 279.000 libbre (127.000 kg) di detriti di aerei e 40.000 libbre (18.000 kg) di carico.

### Risposta alle famiglie e agli amici delle vittime
L'aeroporto JFK ha utilizzato il JFK Ramada Plaza Hotel per ospitare parenti e amici delle vittime dell'incidente, grazie alla posizione centrale dell'hotel rispetto all'aeroporto. Jerome Hauer, capo della task force di gestione delle emergenze della città di New York, ha elogiato le azioni rapide di Swissair e del partner di codeshare Delta Air Lines nel rispondere all'incidente; aveva criticato la Trans World Airlines nella sua risposta all'incidente del Volo TWA 800 nel 1996.

## L'inchiesta

### Identificazione delle vittime
I medici legali dell'RCMP hanno identificato positivamente la maggior parte dei corpi entro dieci settimane dall'incidente. A causa delle forze d'impatto estreme, solo un corpo era identificabile alla vista. Il profilo del DNA è stato utilizzato per identificare circa un centinaio di corpi, in quello che è stato definito "il più grande progetto di identificazione del DNA mai intrapreso in Canada". L'RCMP ha contattato i parenti delle vittime per richiedere anamnesi e cartelle cliniche. È stato inoltre chiesto loro di fornire campioni di sangue per la corrispondenza genetica nell'identificazione del DNA delle vittime. Circa 90 corpi sono stati identificati dai medici legali utilizzando le cartelle cliniche; a causa dell'elevato numero di radiografie dentali ante-mortem (prima della morte) a disposizione degli esaminatori, questi corpi furono identificati entro la fine di ottobre 1998. Impronte digitali e radiografie ante-mortem furono utilizzate per identificare circa 30 corpi.

### Esame dei rottami

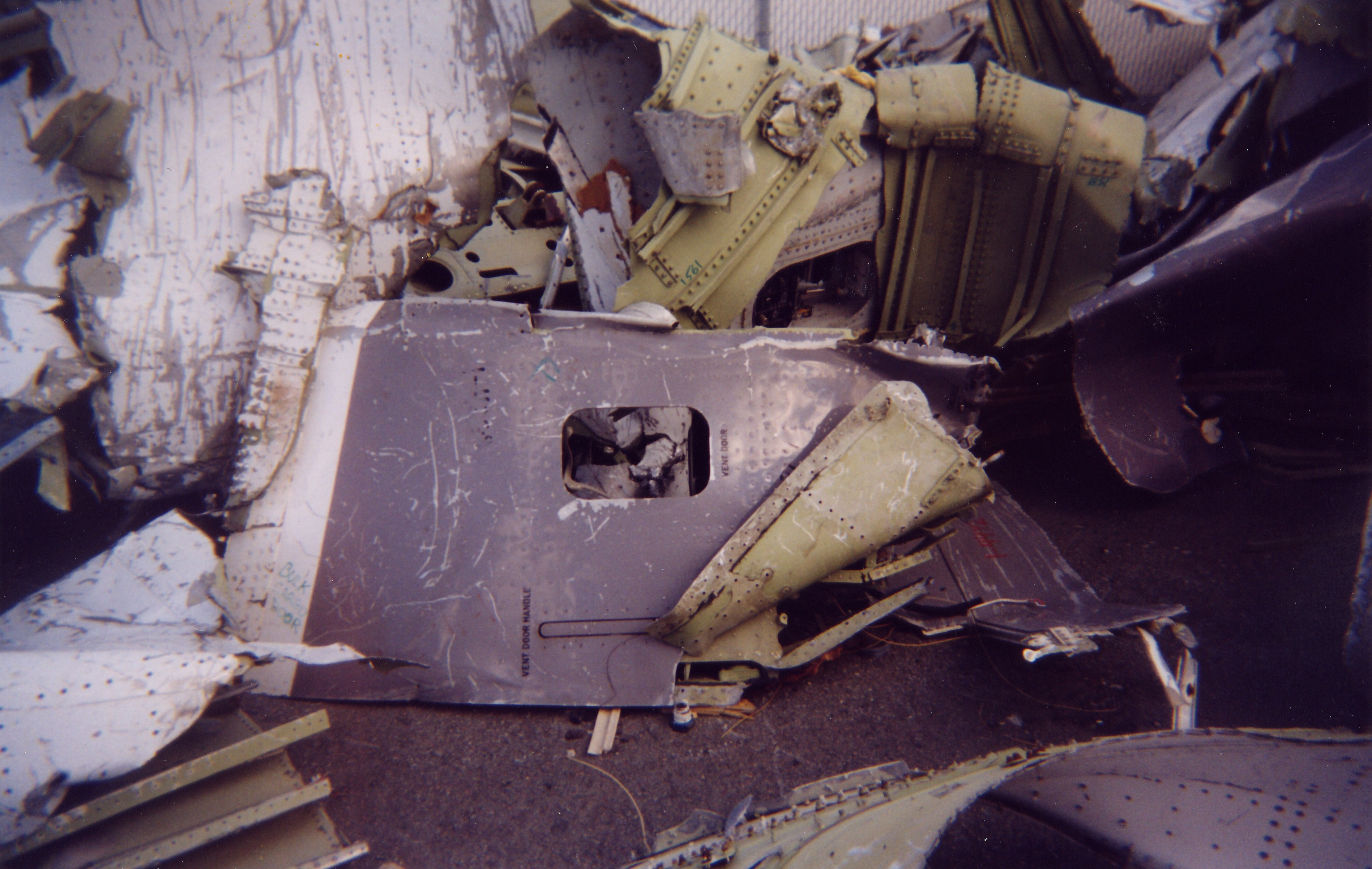
Portellone di carico e altri detriti recuperati

Si stima che circa 2 milioni di detriti siano stati recuperati e portati a terra per l'ispezione presso una struttura di movimentazione sicura in un parco industriale marino a Sheet Harbour, dove piccoli materiali sono stati ispezionati manualmente da squadre di ufficiali dell'RCMP alla ricerca di resti umani, effetti personali e oggetti di valore provenienti da la stiva dell'aereo. Il materiale è stato poi trasportato al CFB Shearwater, dove è stato smistato e ispezionato da oltre 350 investigatori provenienti da diverse organizzazioni e aziende, tra cui il Transportation Safety Board of Canada (TSB), il National Transportation Safety Board degli Stati Uniti, la Federal Aviation Administration degli Stati Uniti, l'Ufficio d'inchiesta sugli infortuni aeronautici della Svizzera, Boeing, Pratt & Whitney, Associazione dei piloti di linea e Swissair.
Quando ogni pezzo di relitto veniva portato qui, veniva accuratamente pulito con acqua dolce, smistato e pesato. L'oggetto è stato poi collocato in un'area specifica dell'hangar del CFB Shearwater, sulla base di un sistema a griglia che rappresenta le varie sezioni dell'aereo. Tutti gli oggetti non considerati significativi per l'incidente sono stati immagazzinati insieme ad oggetti simili in grandi scatole. Quando una scatola era piena, veniva pesata e spostata in una struttura temporanea costruita su misura (J-Hangar) su una pista fuori produzione per lo stoccaggio a lungo termine. Se ritenuto significativo per l'indagine, l'oggetto veniva documentato, fotografato e conservato nell'hangar d'esame attivo. Particolare attenzione è stata prestata a qualsiasi oggetto che mostrasse danni da calore, ustioni o altri segni insoliti. È stata ricostruita la parte anteriore di 33 piedi (10 m) dell'aereo, dalla parte anteriore della cabina di pilotaggio fino alla parte anteriore della cabina passeggeri di prima classe. Le informazioni ottenute da ciò hanno consentito agli investigatori di determinare la gravità e i limiti del danno da incendio, le sue possibili origini e la progressione.
La mancanza di dati del registratore di volo per gli ultimi sei minuti del volo ha aggiunto una notevole complessità all'indagine ed è stato un fattore importante nella sua lunga durata. Il team del TSB ha dovuto ricostruire gli ultimi sei minuti interamente in base alle prove fisiche. L'indagine è diventata la più grande e costosa sugli incidenti di trasporto nella storia del Canada, costando 57 milioni di dollari canadesi (48,5 milioni di dollari americani) in cinque anni.

### Registrazioni dalla cabina di pilotaggio
Il registratore vocale della cabina di pilotaggio utilizzava un nastro di registrazione da 6 mm che funzionava in loop di 30 minuti. Pertanto ha conservato solo quella mezz'ora di volo prima che i registratori si guastassero, sei minuti prima dell'incidente. La registrazione e la trascrizione del CVR erano coperte da uno stretto privilegio ai sensi della sezione 28 del Canadian Transportation Accident Investigation and Safety Board Act e quindi non sono state divulgate pubblicamente, anche se le registrazioni del controllo del traffico aereo sono meno strettamente riservate: l'articolo 29 della stessa legge prevede solo che non possano essere utilizzate in determinati procedimenti legali. Le trascrizioni del controllo del traffico aereo furono rilasciate pochi giorni dopo l'incidente nel 1998 e l'audio del controllo del traffico aereo fu rilasciato nel maggio 2007, a seguito di una sentenza della Corte d'appello federale. Diversi minuti chiave dell'audio del controllo del traffico aereo possono essere trovati sul sito web del Toronto Star.
Nel 1999, un articolo sul The Wall Street Journal affermava che i piloti non erano d'accordo sull'opportunità di scaricare il carburante o scendere direttamente ad Halifax. Sulla base dei riassunti interni del TSB della registrazione CVR, il Journal affermò che il copilota Löw suggerì passi mirati ad un atterraggio rapido, che furono ignorati o rifiutati dal Capitano Zimmermann. Gli investigatori di Swissair e canadesi non hanno commentato l'accuratezza del rapporto, con un portavoce del TSB che lo ha ritenuto "l'interpretazione di un giornalista di un documento riassuntivo di ciò che avrebbe potuto essere" sul CVR.

### Conclusioni
L'inchiesta identificò undici tra cause e fattori che contribuirono all'incidente.
La prima e la più importante è:
Gli investigatori hanno identificato prove di archi elettrici nel cablaggio della rete di intrattenimento di bordo (IFEN), ma ciò non ha fatto scattare gli interruttori automatici, che non erano progettati per scattare in caso di archi elettrici. L'indagine non è stata in grado di determinare se questo arco fosse l'"evento principale" che si presume abbia acceso il rivestimento infiammabile sulle coperture isolanti MPET che si è diffuso rapidamente su altri materiali infiammabili. Dopo che l'equipaggio ha interrotto l'alimentazione ai sistemi di cabina "non essenziali", un flusso inverso nei condotti di ventilazione della cabina di pilotaggio ha aumentato la quantità di fumo che raggiungeva il ponte di volo. Quando l'equipaggio si rese conto della gravità dell'incendio, era diventato così esteso che era impossibile affrontarlo quando si era verificato.
La rapida diffusione delle interruzioni di corrente elettrica portò al guasto dei principali sistemi avionici e l'equipaggio fu presto reso incapace di controllare l'aereo. Il pilota in comando è stato costretto a volare manualmente perché non aveva luce con cui vedere i suoi controlli dopo che l'illuminazione dello strumento si era guastata. L'aereo carico di carburante era superiore al peso massimo di atterraggio, quindi l'equipaggio di volo ha attivato lo scarico del carburante. I piloti persero ogni controllo e l'aereo condannato volò nell'oceano senza comando. I frammenti recuperati dell'aereo mostrano che la temperatura all'interno della cabina di pilotaggio era diventata così elevata che le parti in alluminio del soffitto della cabina di pilotaggio si erano sciolte. L'indicatore di assetto di standby recuperato e gli indicatori di velocità hanno mostrato che l'aereo ha toccato l'acqua a 300 nodi (560 km/h; 350 mph) con un assetto di 20 gradi verso il basso e un assetto di 110 gradi di sponda; si calcola che la forza d'impatto dell'aereo che si schianta nell'Oceano Atlantico sia 350 volte la forza di gravità (forza G). La morte è stata istantanea per tutti i passeggeri e l'equipaggio a causa delle forze dell'impatto e della decelerazione.

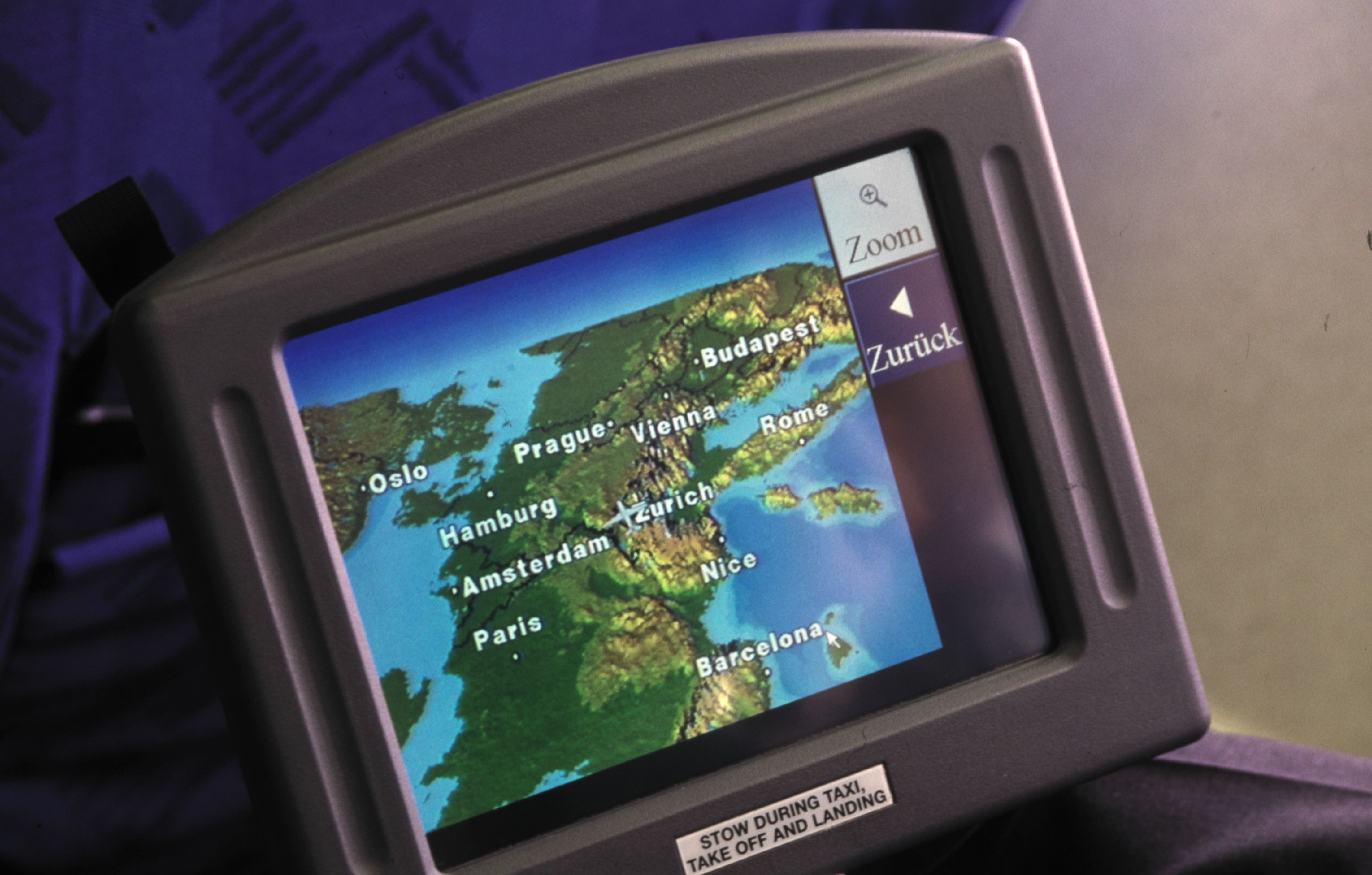
Sistema di intrattenimento in volo touchscreen a bordo dello Swissair MD-11 nel 1997

### Rete di intrattenimento a bordo
I posti a sedere erano dotati di un sistema IFEN (In-Flight Entertainment Network) basato su Windows NT 4.0 con display video touchscreen sul sedile e lettori di carte magnetiche. In cucina, un file server fungeva da hub centrale per la gestione dei contenuti, facilitando il download di film, memorizzando informazioni su voli e casinò e raccogliendo dati di carte di credito trasmessi da ciascun posto.

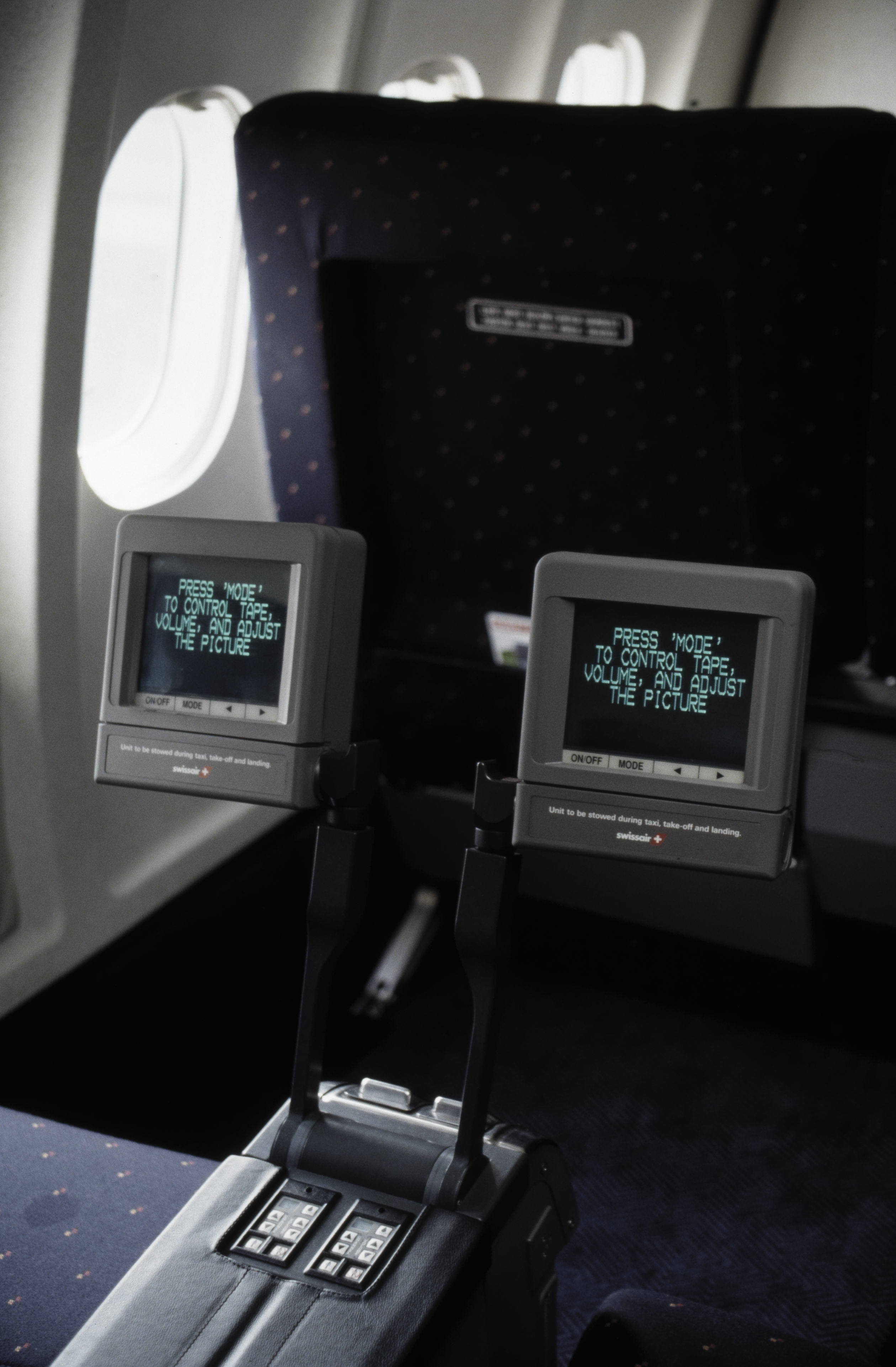
Sistema video a bordo dello Swissair MD-11

Originariamente, l'IFEN doveva essere alimentato dalla distribuzione elettrica della cabina, ma non poteva fornire energia sufficiente per l'allestimento completo dell'IFEN previsto per la configurazione da 257 posti. Di conseguenza, per fornire la maggior parte del fabbisogno energetico dell'IFEN è stato utilizzato il bus 2 CA trifase 400 Hz da 115 volt, situato nell'area della cabina di pilotaggio (l'origine dell'incendio).
In base alla progettazione, AC Bus 2 è rimasto attivo anche quando l'interruttore "CABIN BUS" era spento. Lo scopo dell'utilizzo dell'interruttore "CABIN BUS", che era il primo passo nella lista di controllo "Fumi di origine sconosciuta" di Swissair durante l'incidente, era quello di interrompere la maggior parte dell'energia elettrica alla cabina dell'aereo, il che non era utile al sistema progetto in cui IFEN era collegato al bus AC 2.
Ex dipendenti della Interactive Flight Technologies, la società che ha prodotto l'IFEN, hanno ammesso che ogni scatola del sistema di intrattenimento che elaborava tutte le informazioni per l'interfaccia del passeggero era posizionata sotto ciascun sedile del passeggero ed emetteva calore eccessivo. Altri hanno sollevato preoccupazioni che si estendevano all’elevato consumo energetico e alla generazione complessiva di calore del sistema.
L'installazione dell'IFEN presso Swissair è stata affrettata e ha violato varie procedure di certificazione della FAA. Secondo Swissair Operational Engineering, l'IFEN ha aggiunto più di 1000 kg di peso all'aereo.

### Raccomandazioni
Il TSB pubblicò nove raccomandazioni relative a cambiamento di materiali negli aeroplani, sistemi elettrici e registrazione dei dati di volo (entrambi i registratori si disattivarono prematuramente quando il sistema di alimentazione principale venne meno). Raccomandazioni generali vennero anche pubblicate per quanto riguarda le checklist, la gestione di incendi e i sistemi anti incendio.
La mancanza dei dati di volo degli ultimi sei minuti contribuirono alla complessità dell'investigazione. Il TSB dovette ricostruire gli ultimi sei minuti basandosi solo su considerazioni e prove fisiche. L'aeroplano fu trovato frammentato in milioni di pezzi, rendendo l'operazione lunga e frustrante. L'inchiesta divenne la più lunga (cinque anni) e più costosa (75 milioni di CAD) della storia dell'aviazione del Canada.

## Eredità

### Oggetti preziosi
Il manifesto dell'aereo indicava la presenza di una notevole quantità di oggetti di valore, tra cui 2 libbre di diamanti provenienti dalla mostra "Nature of Diamonds" presso il American Museum of Natural History, 4 libbre di orologi, 10 libbre di gioielli, 49 chilogrammi di contanti destinati a una banca americana a Ginevra.
Secondo quanto riferito, l'assicuratore Lloyd's di Londra ha pagato circa 300 milioni di dollari per i diamanti e i gioielli perduti. La società ha richiesto una licenza per il tesoro al governo della Nuova Scozia per effettuare ricerche sul luogo dell'incidente, ma ha dovuto affrontare l'opposizione dei parenti delle vittime, che ha portato al ritiro della richiesta.
In seguito all'incidente, attorno al sito è stata istituita una zona di esclusione di due chilometri quadrati, mantenuta per oltre un anno per proteggere la scena. Nonostante le restrizioni, sono emerse preoccupazioni riguardo a potenziali tentativi non autorizzati di ricerca di oggetti di valore. Il produttore di documentari televisivi con sede ad Halifax John Wesley Chisholm ha suggerito che i cacciatori di tesori avrebbero potuto esplorare di nascosto l'area negli anni successivi all'incidente.

### Opere perdute
Due dipinti, tra cui Le Peintre (Il pittore) di Pablo Picasso, erano a bordo dell'aereo e furono distrutti nell'incidente. All'epoca, il valore del dipinto era stimato a 1,5 milioni di dollari.

### Causa legale
Nel settembre 1999 Swissair, Delta Air Lines e Boeing (che aveva acquisito McDonnell Douglas attraverso una fusione nel 1997) accettarono di condividere la responsabilità dell'incidente e offrirono alle famiglie dei passeggeri un risarcimento finanziario. L'offerta è stata respinta a favore di una causa da 19,8 miliardi di dollari contro Swissair e DuPont, il fornitore della guaina isolante in Mylar. Nel febbraio 2002 un tribunale federale degli Stati Uniti si è pronunciato contro i danni punitivi. I conseguenti risarcimenti per un gruppo di querelanti ammontavano a oltre 13 milioni di dollari.

### Memoriali e omaggi

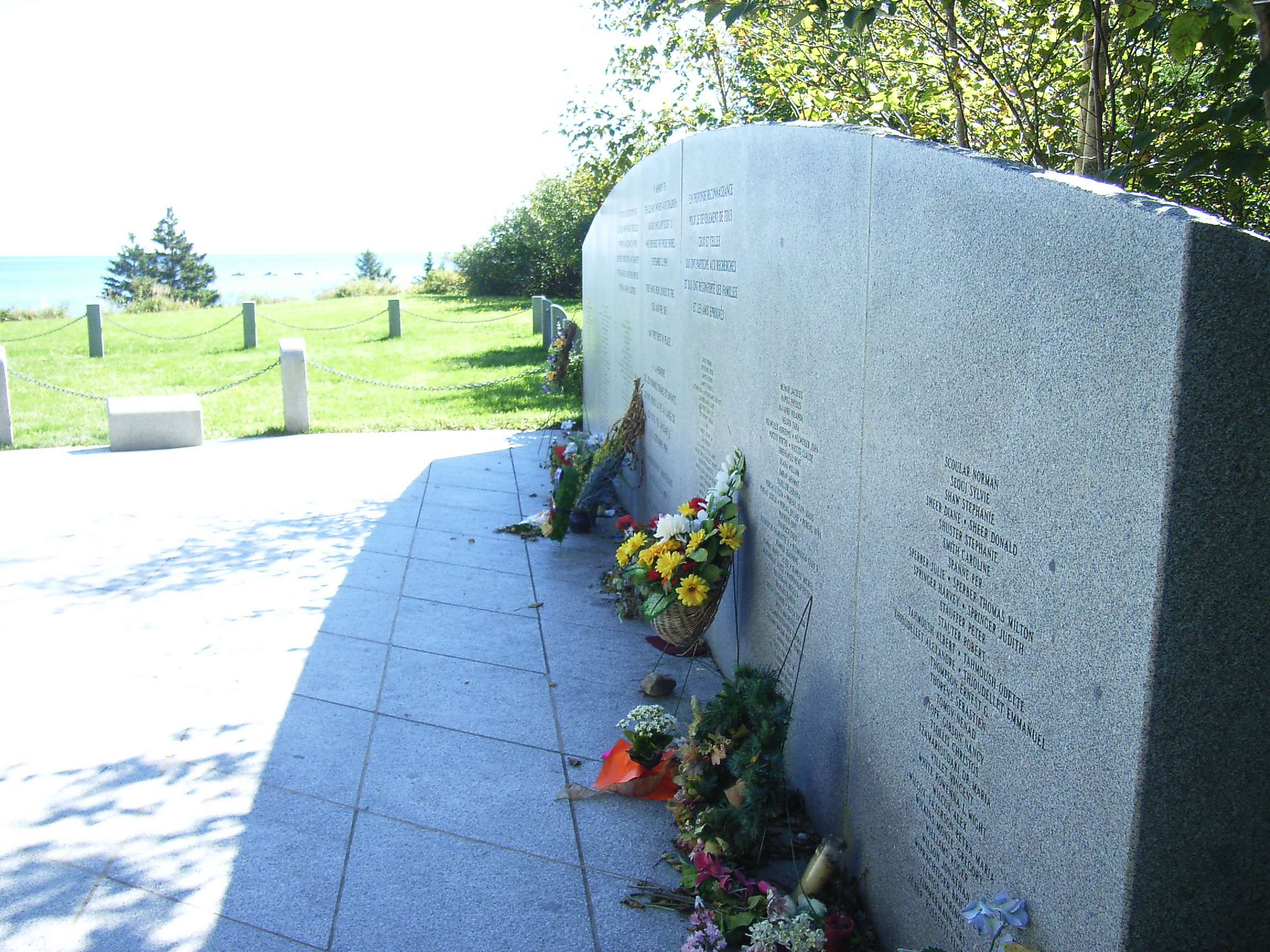
Bayswater, Nuova Scozia, memoriale

Il 9 settembre 1998 si è tenuta una cerimonia commemorativa aconfessionale sul terreno della scuola elementare di East St. Margaret a Indian Harbour. Tra i presenti c'erano 175 parenti delle vittime dell'incidente, il presidente svizzero Flavio Cotti, il primo ministro canadese Jean Chrétien e Il premier della Nuova Scozia Russell MacLellan.L'11 settembre 1998 si tenne una cerimonia commemorativa anche a Zurigo. L'anno successivo si tenne un'altra commemorazione in Nuova Scozia.

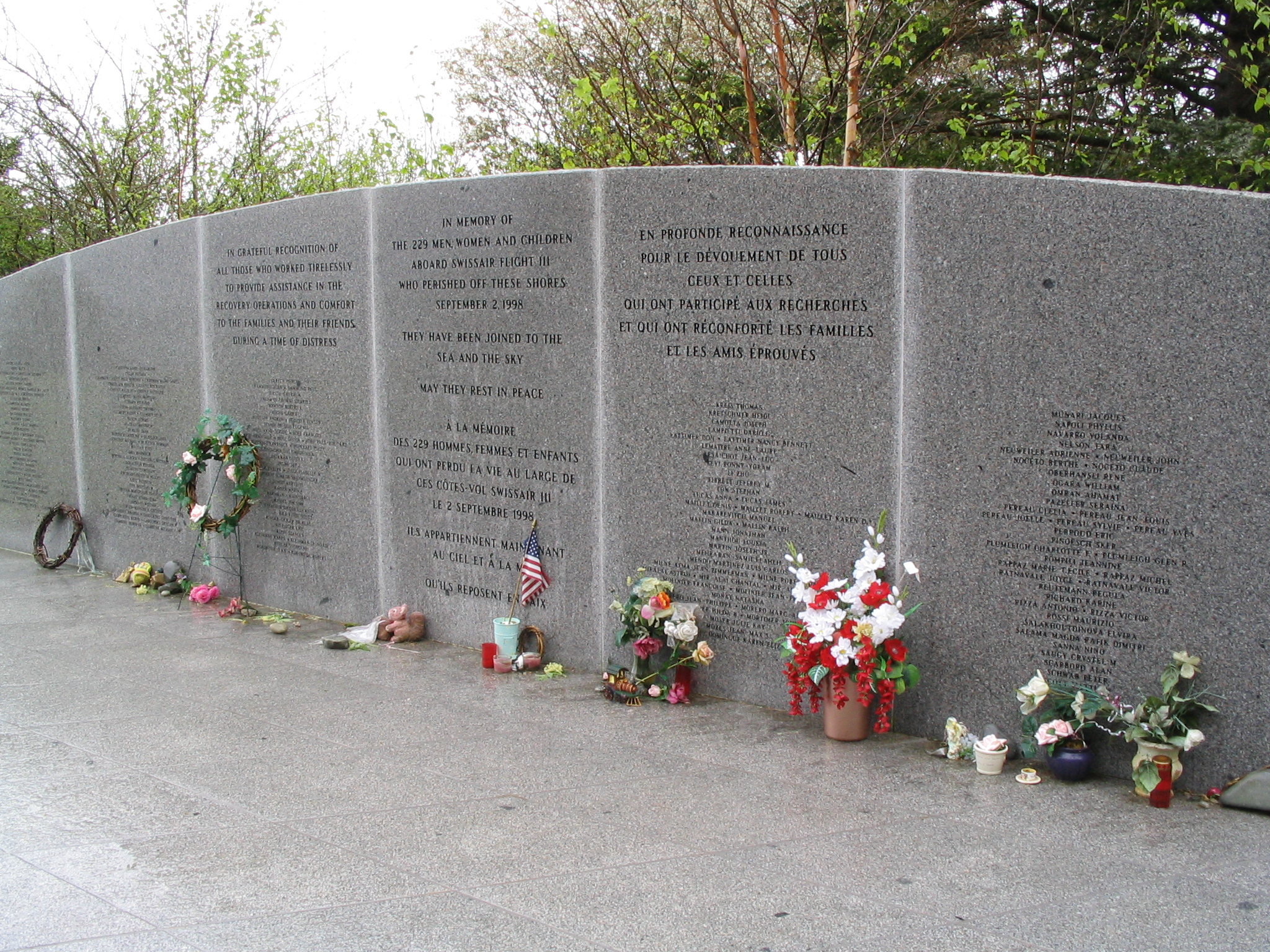
Fiori al memoriale di Bayswater

Due memoriali per coloro che morirono nell'incidente furono istituiti dal governo della Nuova Scozia. Uno si trova a est del luogo dell'incidente a The Whalesback, un promontorio a 1 chilometro (0,62 mi; 0,54 nmi) a nord di Peggy's Cove. La seconda è una commemorazione più privata, ma molto più grande, situata a ovest del luogo dell'incidente vicino al Parco Provinciale di Bayswater Beach, sulla penisola di Aspotogan a Bayswater. Qui vengono sepolti i resti non identificati delle vittime.
È stato istituito un fondo per mantenere i memoriali e il governo ha approvato un atto per riconoscere i memoriali. Furono creati anche altri fondi di beneficenza, tra cui uno a nome di una giovane vittima della Louisiana, Robert Martin Maillet, che forniva denaro ai bambini bisognosi, e uno a nome della madre di Robert, Karen E. Maillet-Domingue (anche lei una vittima), che concedeva borse di studio.

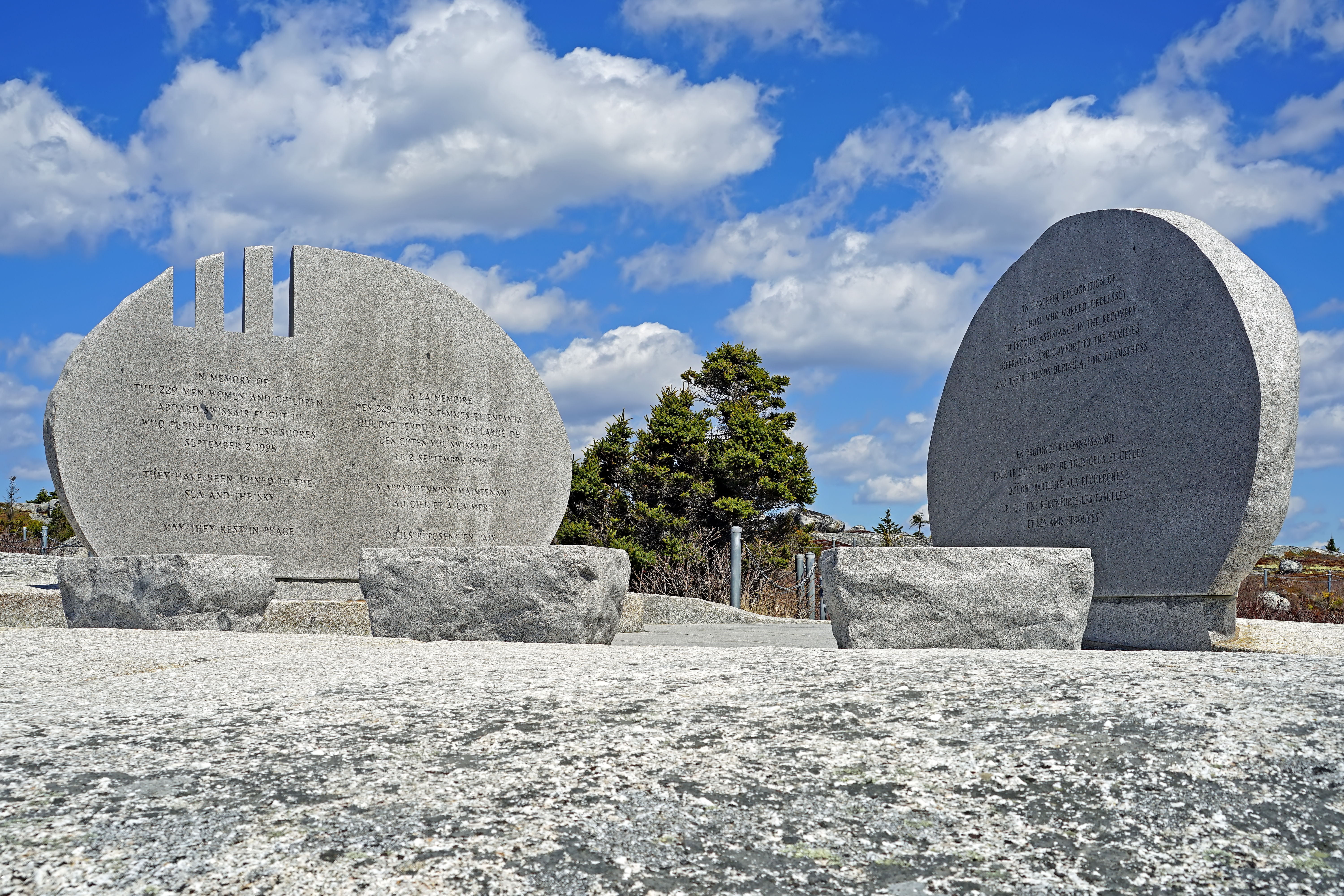
Monumento alle vittime del disastro

Un ulteriore memoriale permanente, anche se non accessibile al pubblico, è stato creato all'interno della centrale operativa dell'aeroporto di Zurigo, dove una semplice targa al piano terra, nell'apertura centrale di una scala a chiocciola, rende omaggio alle vittime.

### Conseguenze ed effetti sul settore
Lo schianto del volo 111 fu un duro colpo per Swissair e la compagnia aerea subì perdite ancora maggiori in seguito allo schianto, soprattutto perché il sistema di intrattenimento a bordo ritenuto responsabile dell'incidente era stato installato sull'aereo per attirare più passeggeri. Fu disconnesso in seguito alla scoperta del Transportation Safety Board il 29 ottobre 1998 e infine rimosso e sostituito con un nuovo sistema installato secondo le norme su entrambe le flotte Swissair di 15 MD-11 e 3 Boeing 747. Swissair successivamente andò in bancarotta poco dopo gli attacchi dell'11 settembre 2001, un evento che causò un significativo disagio diffuso al settore del trasporto aereo.
Dopo lo schianto del volo 111, il designatore di volo per la rotta New York-Ginevra di Swissair fu cambiato in SR139, sebbene la rotta fosse ancora operata da aerei MD-11. In seguito al fallimento di Swissair nel 2002, i diritti di traffico internazionale furono trasferiti a Crossair che iniziò ad operare voli come Swiss International Air Lines, cambiando la designazione del volo per la rotta New York-Ginevra in LX023. L'MD-11 è stato ritirato dalla flotta svizzera nel 2004 e oggi il volo è operato da un Airbus A330-300.

## Il volo Swissair 111 nei media
L'incidente del volo 111 della Swissair è stato analizzato nell'episodio Fuoco a bordo della prima stagione del documentario Indagini ad alta quota trasmesso da National Geographic Channel e nell'episodio Fuoco in cabina della sesta stagione del documentario Quei secondi fatali trasmesso da National Geographic Channel.